# Krasznaja Poljana (Kirovi terület)
Krasznaja Poljana (oroszul: Красная Поляна) városi jellegű település Oroszország Kirovi területén, a Vjatszkije Poljani-i járásban.
Lakossága: 6779 fő (a 2010. évi népszámláláskor).

## Fekvése
A Kirovi terület délkeleti részén, a Vjatka alsó folyásának bal partján helyezkedik el. A túlsó parton lévő Vjatszkije Poljanitól légvonalban 3 km-re, közúton kb. 15 km-re fekszik. A Vjatkán átívelő új közúti hidat 2007 decemberében adták át a forgalomnak.

## Története
A települést eredetileg egy nagy házépítő kombinát (Domosztroityel) felépítésére és kiszolgálására létesítették az 1940-es évek második felében. 1945-ben Beloguzka falu helyén kezdték építeni, és a gyár első egysége 1948-ban kezdte meg a termelést. Elsősorban faalapanyagú konténerépületeket gyártottak szélsőséges éghajlaton működő fa-, gáz- és olajkitermelő vállalatok számára. 1949-ben Krasznaja Poljana néven munkástelepülés kategóriába sorolták. Később vasbetonelem gyár és több más vállalat is alakult a településen.
A fafeldolgozó kombinát és az IKEA-csoport együttműködése 1994-ben kezdődött. A vállalat korszerű technológiát alkalmazó bútorgyártó céggé alakult, termékei jelentős részét exportálja.